# Krščanska adventistična cerkev v Sloveniji
Krščanska adventistična cerkev v Sloveniji je ena izmed verskih skupnosti v Sloveniji.
Na ozemlju današnje Slovenije je Cerkev navzoča od leta 1908. Prvi slovenski adventist je bil Albin Močnik, ki je prevedel v slovenščino knjigo Ali je konec blizu  in jo natisnil v samozaložbi. Danes šteje Krščanska adventistična cerkev v Sloveniji čez 500 vernikov, ki se zbirajo v 14 molitvenih domovih, sedež pa ima v Ljubljani.